# Cy – das Mädchen aus dem All
Cy – das Mädchen aus dem All ist eine australische Jugendserie von Jonathan M. Shiff. Die Serie wurde von Jonathan M. Shiff Productions in Zusammenarbeit mit ZDF Enterprises produziert und erschien zuerst auf Network Ten, später auch auf ABC und weiteren Rundfunkgesellschaften. Es existieren insgesamt 26 Episoden.

## Handlung
Cybergirl ist eine blau aussehende, menschenähnliche Superheldin, die getarnt als gewöhnliches, jugendliches Mädchen mit dem Namen Ashley Campbell auf der Erde lebt. In Wirklichkeit ist sie jedoch ein außerirdischer Cyborg vom Typ „Cyber Replicant Human Prototype 6000“.
Sie besitzt verschiedene übermenschliche Fähigkeiten, zu denen unter anderem ihre außerordentliche Kraft, ihre Fortbewegungsgeschwindigkeit und die Fähigkeit, ohne Eingabegeräte mit elektronischen Computersystemen zu interagieren, zählen. Auch ihr Aussehen kann sie aufgrund ihrer Fähigkeiten nach Belieben ändern und sich so an ihre Umgebung anpassen, wodurch sie auf der Erde weitaus weniger auffällig wirkt.
Cybergirl ist die einzige existierende Vertreterin ihres Typs. Im Gegensatz zu früheren Modellen  wurde sie massiv verbessert. Sie kann z. B. Emotionen besser ausdrücken und interpretieren als ihre Vorgänger.
Sie flüchtete von ihrem Ursprungsplaneten, um die menschliche Spezies zu erkunden. Auf der Erde landet sie in der fiktiven Stadt River City in Australien. Hier wird sie von zwei weiteren Cyborgs, Xanda und Isaac, verfolgt, deren Aufgabe es ist, Cybergirl zu finden und zu zerstören. Auch der Chef Rhyss des Softwaregiganten „Top Dog“ weiß um ihre besonderen Fähigkeiten und möchte diese dazu nutzen, die Weltherrschaft an sich zu reißen. Glücklicherweise trifft sie auf Jackson und Hugh Campbell, die sich um sie kümmern und ihr dabei helfen, ihre Identität zu verändern und menschlicher zu werden, damit sie von ihren Verfolgern nicht erkannt werden kann. Dazu geben sie Cybergirl den Namen Ashley (kurz: Ash) und sie selbst geben sich als ihre Verwandten aus.
Insgesamt ist Ashley sehr beliebt und der TV-Moderator Rick Fontaine berichtet regelmäßig von ihren Heldentaten, die sie in River City vollbringt.

## Besetzung
| Rollenname          | Schauspieler       |
| ------------------- | ------------------ |
| Ashley/Cybergirl/Cy | Ania Stepien       |
| Jackson Campbell    | Craig Horner       |
| Kat Fontaine        | Jovita Lee Shaw    |
| Hugh Campbell       | Mark Owen-Taylor   |
| Rhyss               | Septimus Caton     |
| Xanda               | Jennifer Congram   |
| Isaac               | Ric Anderson       |
| Rick Fontaine       | Peter Mochrie      |
| Mayor Buxton        | Christine Amor     |
| Giorgio             | Winston Cooper     |
| Romirez             | David Vallon       |
| Emerald Buxton      | Jessica Origliasso |
| Sapphire Buxton     | Lisa Origliasso    |
| Anthea              | Michelle Atkinson  |